# Hemicycla mascaensis
Hemicycla mascaensis is een slakkensoort uit de familie van de Helicidae. De wetenschappelijke naam van de soort is voor het eerst geldig gepubliceerd in 1988 door Alonso & Ibanez.